# Mercè Escardó i Bas
Mercè Escardó i Bas (Barcelona, 14 d'agost de 1948) és una escriptora i bibliotecària catalana, fundadora i durant 30 anys directora de la Biblioteca Infantil i Juvenil Can Butjosa de Parets del Vallès, (Vallès Oriental). Fou la creadora de la primera bebeteca de l'estat espanyol amb la bebeteca de la Biblioteca Infantil i Juvenil Can Butjosa (1990), així com la impulsora d'una concepció única on la biblioteca s'erigeix com un espai activament educador per als infants i joves.

## Biografia
Va néixer el 1948, i de seguida va viure amb intensitat la seva relació amb el món de les lletres. Va cursar els estudis de Biblioteconomia a la Universitat de Barcelona i posteriorment va fundar i crear la Biblioteca Infantil i Juvenil a Parets del Vallès.

Així, la seva trajectòria s'ha basat en el tret educatiu de la lectura per als infants i joves:
"Els contes són els còdols del riu de la vida que ens ajuden a riure quan hem de riure i a plorar quan hem de plorar, i a arribar al mar plàcidament quan la nostra estona d'estar aquí se'ns acaba, i que mentrestant fan de filtre a tot allò que la vida ens regala".
La Biblioteca Infantil i Juvenil Can Butjosa va ser un referent pel que fa a la literatura infantil gràcies als seus espais dedicats especialment a l'infant. Un centre que ha mantingut allunyades les noves tecnologies i ha mantingut un sistema de fitxes per tal que els infants aprenguin a classificar i buscar les seves lectures. Així mateix, el centre ha destacat per tenir tallers de jocs de falda dedicats als nadons, un hospital de llibres per aprendre a tenir cura d'aquells llibres que han patit un desgast, una taula braser on pares i mares aprenen els valors de cada lectura i les usen per compartir amb família i entomar situacions de creixement personals amb els fills, i tants d'altres espais dedicats a la lectura. El centre rebé el premi de Foment de la Lectura 2004 atorgat per la Federació de Gremis d'Editors d'Espanya per l'activitat del Pla de la Lectura a les Escoles i el III Premi Jaume Ciurana 2012 de la Generalitat de Catalunya pel seu programa de voluntariat.
La seva trajectòria inclou el Guardó Marta Mata en Pedagogia el 2009 per fer evident el valor educador de la lectura, des d'un àmbit no formal de l'educació com és la Biblioteca Infantil i Juvenil de Can Butjosa.
En el seu vessant d'escriptora fou guardonada amb el Premi Crítica Serra d'Or de Literatura Infantil i Juvenil 1992 per la seva obra La Lluna i els miralls. Al llarg de la seva carrera ha escrit diversos contes infantils així com un llibre que concentra el seu llegat com a bibliotecària: La Biblioteca, un espacio de convivencia, el 2003. Així mateix, ha adaptat i traduït diverses obres literàries des de la popular saga Les aventures de Babar, i també L'aneguet lleig o El cant de les balenes, entre d'altres.

## Obra publicada[4][11]
| - 1986: Bit, Bit, Bit... - 1987: En Jordi Dormilega. (Il·lustr. Ricard Recio.) Barcelona: La Galera. (La Sirena; 18). - 1989: Una carta per a la Marta.(Il·lustr. Ricard Recio.) Barcelona: La Galera. (La Sirena; 34. - 1991: La lluna i els miralls.(Il·lustr. Gemma Sales.) Barcelona: La Galera. (Els Llibres de la Tortuga; 1) / Barcelona: La Galera, 2001. (Sirenetes; 2). - 1992: Els ulls de la Marina.(Il·lustr. Gemma Sales) Barcelona: La Galera. (Els Llibres de la Tortuga; 14.) - 1994: Ei, sol, on ets?.(Il·lustr. Gemma Sales.) Barcelona: La Galera. (Els Llibres de la Tortuga; 22.) - 1994: Quin tango!.(Il·lustr. Joma.) Barcelona: Grijalbo Mondadori. (Tren de Fusta; 4). - 1996: En Clip no hi és. (Il·lustr. Gemma Sales.) Barcelona: La Galera - Editors associats.(La Mar; 1). - 1996: Quin temps més boig!. (Il·lustr. Gemma Sales.) Barcelona: Cruïlla.(Els Pirates; 23). - 2001: La teixidora de somnis. Amindola.(L'Ametlla del Vallès). Núm. 43; p. 10-12. - 2003: El pagès i els talps.(Il·lustr. Rosa M. Curtó.) Barcelona: La Galera. (Cues de Sirena;15). - 2003: La biblioteca, un espacio de convivencia. Anaya (Madrid). |

## Premis
Al llarg de la seva carrera ha rebut diversos guardons, entre els quals:
- 1992 Premi Crítica Serra d'Or de Literatura Infantil i Juvenil pel conte La Lluna i els miralls.[13]
- 2009 Guardó Marta Mata de Pedagogia de l'Associació de Mestres Rosa Sensat.[14]
- 2012 Medalla d'Or de la Vila de Parets del Vallès.[15]